# 남양주시

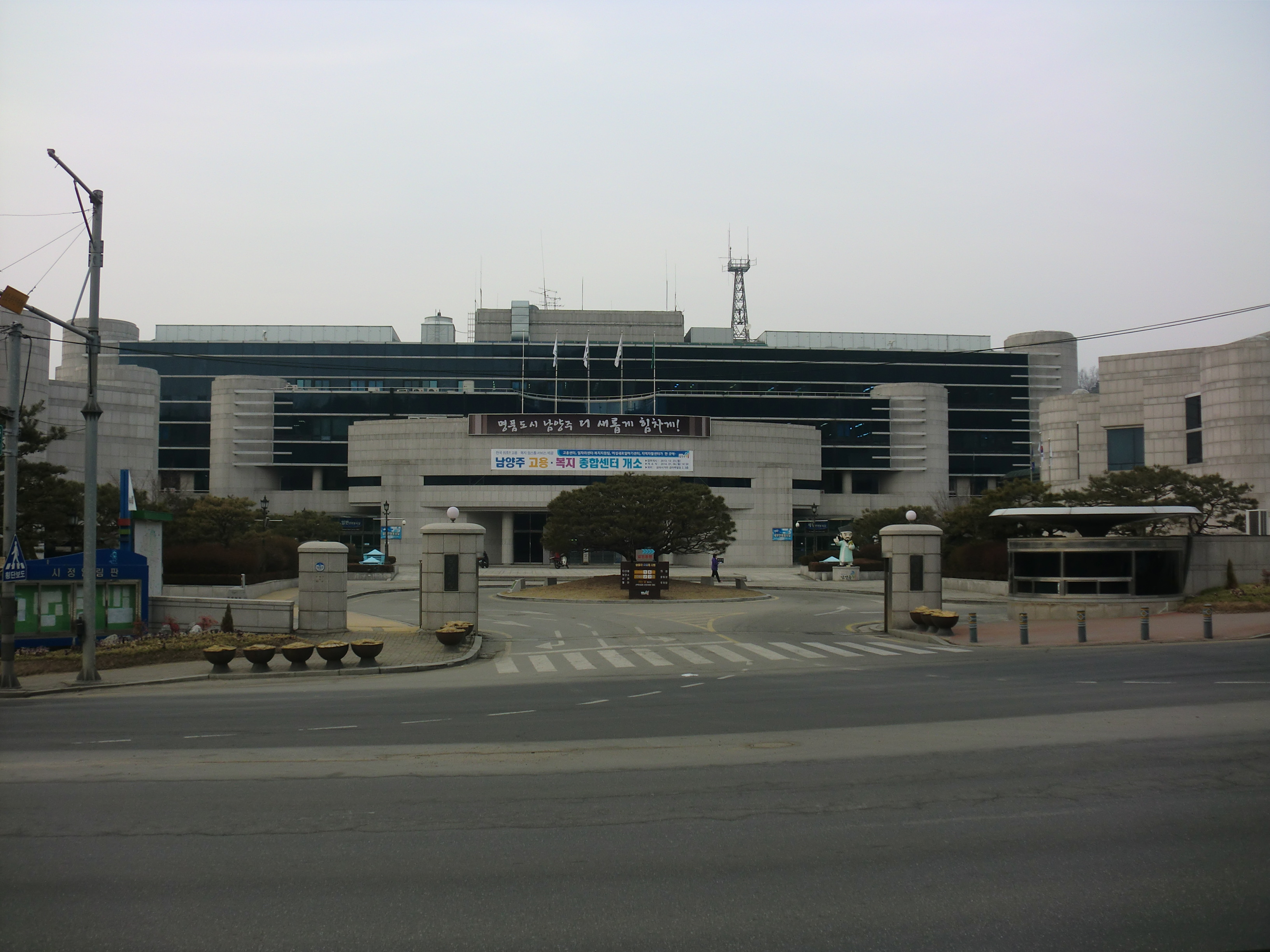
남양주시청 1청사(구 미금시청)

남양주시(南楊州市)는 대한민국 경기도의 동북부에 위치하고 있는 시이다. 시의 서쪽은 불암산(508m)을 경계로 서울특별시, 왕숙천을 경계로 구리시와 접하고, 남쪽은 한강을 경계로 광주시·하남시와 접하며, 북쪽으로 포천시·의정부시, 동쪽으로 가평군·양평군과 접한다.
본래 양주군의 남부 지역이었는데 1980년 4월에 남양주군으로 분리되었고, 1995년에 미금시와 남양주군이 통합되어 도농복합시가 되었다. 시청 소재지는 금곡동과 다산동이고, 행정구역은 6읍·3면·7행정동이다.

## 역사
- 1980년 전에는 양주군에 속했다. 진건읍, 진접읍, 오남읍에 한때 풍양현이 설치된 적이 있다.
- 1980년 4월 1일: 양주군에서 구리읍, 미금읍, 진접면, 진건면, 수동면, 화도면, 와부면과 별내면(고산리, 산곡리는 의정부시로 편입)을 관할로 하는 남양주군이 분리·설치되었다.[1]
- 1980년 12월 1일: 와부면이 와부읍으로 승격하였다.[2]
- 1983년 2월 15일: 진건면 양지리·오남리·팔현리가 진접면으로 편입되었다.[3](→ 현 오남읍)
- 1986년 1월 1일: 구리읍 일원을 관할로 구리시가 설치되어 군에서 분리되었다.[4]
- 1986년 4월 1일: 와부읍 조안출장소가 조안면으로 승격하여 와부읍에서 분리되었다.[5]
- 1989년 1월 1일: 미금읍 일원을 관할로 미금시(渼金市)가 설치되었다.[6]
- 1989년 4월 1일: 별내면 퇴계원출장소를 관할로 퇴계원면(3.26 km2, 전국에서 면적이 가장 작은 면)이 신설되었고, 진접면이 진접읍으로 승격하였다.
- 1991년 12월 1일: 화도면이 화도읍으로 승격되었다.
- 1992년 4월 1일: 진접읍에 오남출장소가 설치되었다.
- 1995년 1월 1일: 미금시와 남양주군 일원을 관할로 도농복합형태의 남양주시가 설치되었다.[7]
- 1995년 5월 6일: 오남출장소가 오남면으로 승격하였다.[8]
- 2001년 9월 12일: 진건면, 오남면이 읍으로 승격하였다.[9]
- 2006년 1월 20일: 퇴계원면에 진접·오남·별내·퇴계원을 관할하는 풍양출장소가 설치되었다.[10]
- 2006년 11월 20일: 화도읍에 동부출장소가 설치되었다.[11]
- 2008년 10월 7일: 남양주시 인구가 50만명을 돌파하였다.
- 2012년 1월 2일: 별내면 덕송리와 화접리가 별내동으로 전환되었다.
- 2013년 1월 7일: 남양주시 인구가 60만명을 돌파하였다.
- 2016년 1월 4일: 3개 행정복지센터(와부·조안, 화도·수동, 호평·평내)가 개청하였다.[12]
- 2017년 2월 6일: 5개 행정복지센터(별내, 진접·오남, 진건·퇴계원, 금곡·양정, 도농·지금)가 개청하였다.[13]
- 2017년 12월 18일: 가운동을 다산동으로 개칭하고, 도농동, 지금동, 수석동, 일패동, 이패동, 진건읍 배양리의 각 일부를 병합하였다. 지금동, 가운동, 이패동의 각 일부를 병합하여 지금동으로 하였다. 행정동 도농동은 다산1동으로 개칭하여 다산동 중 국도 제6호선 이북 지역을 관할하게, 지금동은 다산2동으로 개칭하여 이남 지역을 관할하게 하였다.[14][15][16]
- 2018년 3월: 남양주시의 주민등록 인구가 안산시를 추월하였다.
- 2019년 10월: 남양주시의 주민등록 인구가 70만 명을 돌파하였다.
- 2019년 10월 21일: 퇴계원면이 퇴계원읍으로 승격하였다.
- 2022년 1월 2일: 화도읍에 남부출장소가 설치되었다.
- 2022년 3월 19일 : 진접선이 개통되었다.
- 2024년 8월 10일 : 별내선이 개통되었다.

## 행정 구역
남양주시의 행정 구역은 6읍·3면·7행정동으로 구성되어 있고, 화도읍에는 동부출장소, 남부출장소가 설치되어 있다. 시의 면적은 경기도의 4.5%에 해당하는 458.1 km2이며, 인구는 2019년 12월 말 주민등록 기준으로 70만1830 명, 27만6656 가구이다. 남양주시에는 단독 시 승격 기준인 인구 5만 명을 초과하는 읍이 화도읍, 진접읍, 와부읍, 오남읍의 4개가 있다. 또, 남양주시에는 전국에서 면적이 가장 작은 읍인 퇴계원읍이 있는데, 퇴계원읍은 읍 전체가 아파트 등 주거가 밀집한 지역으로 남양주시 관할 중 다산1동 다음으로 인구밀도가 높다.
남양주시는 인구가 50만 명이 넘기 때문에 지방자치법 175조에 따라 특정시로서 행정구를 설치할 수 있으나, 구를 설치하는 대신 2016년부터 두 개의 읍면동을 묶은 행정복지센터를 개청하여 전 지역에서 책임읍동제를 실시하고 있다.

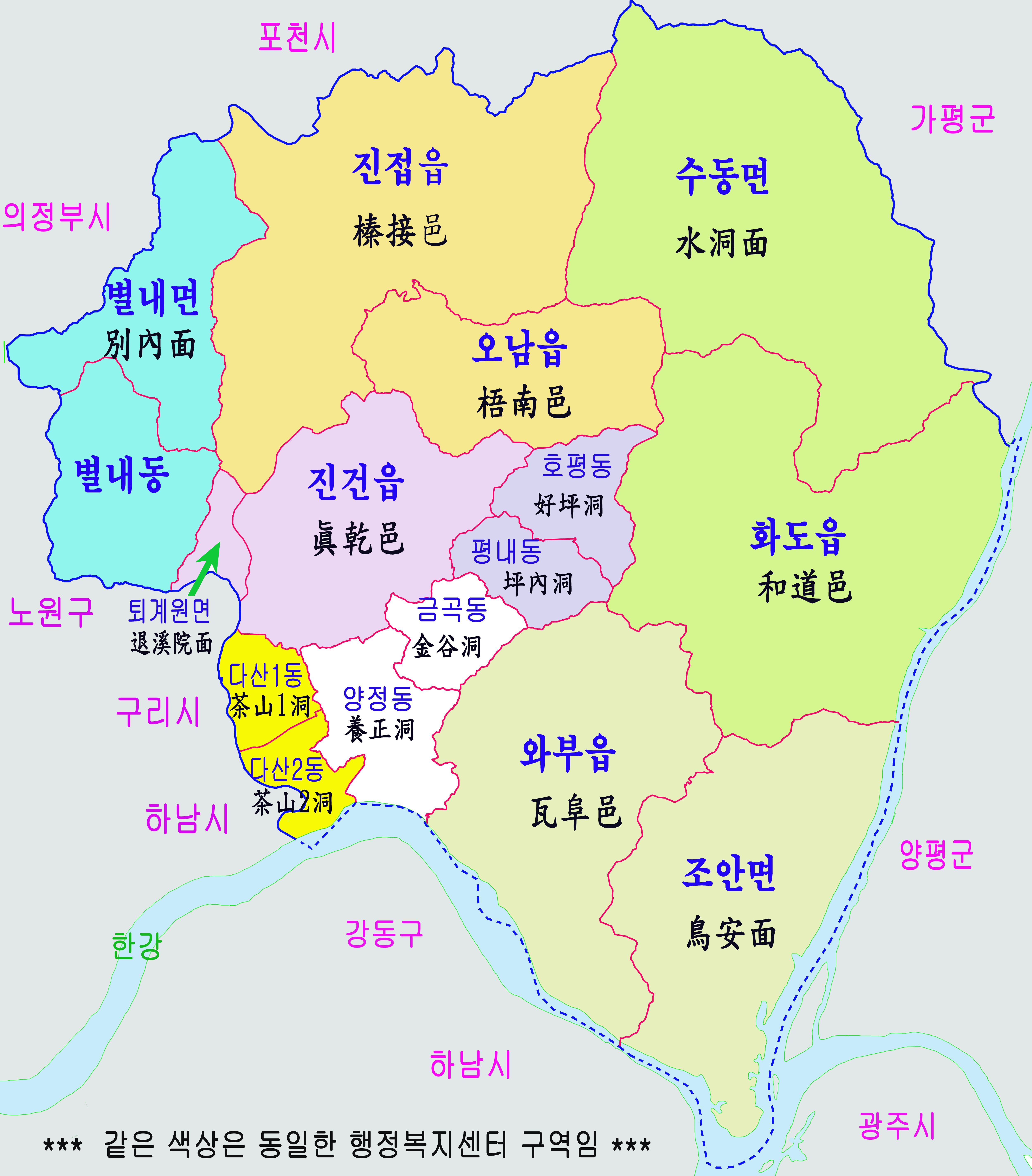
남양주시 행정지도

| 읍·면·행정동 | 한자     | 면적 (km2) | 인구    | 세대    |
| ------------ | -------- | ---------- | ------- | ------- |
| 와부읍       | 瓦阜邑   | 49.86      | 64,338  | 24,035  |
| 진접읍       | 榛接邑   | 65.96      | 93,893  | 36,683  |
| 화도읍       | 和道邑   | 73.12      | 114,733 | 46,641  |
| 진건읍       | 眞乾邑   | 31.23      | 24,952  | 11,097  |
| 오남읍       | 梧南邑   | 25.25      | 53,648  | 20,961  |
| 퇴계원읍     | 退溪院邑 | 3.27       | 30,362  | 12,208  |
| 별내면       | 別內面   | 22.15      | 20,115  | 8,382   |
| 수동면       | 水洞面   | 71.08      | 9,078   | 4,736   |
| 조안면       | 鳥安面   | 50.69      | 4,275   | 2,045   |
| 호평동       | 好坪洞   | 9.15       | 50,709  | 18,812  |
| 평내동       | 坪內洞   | 7.25       | 34,585  | 12,497  |
| 금곡동       | 金谷洞   | 6.93       | 19,508  | 8,940   |
| 양정동       | 養正洞   | 12.35      | 4,662   | 2,565   |
| 다산1동      | 茶山1洞  | 5.54       | 74,497  | 26,752  |
| 다산2동      | 茶山2洞  | 5.61       | 31,903  | 12,086  |
| 별내동       | 別內洞   | 18.63      | 70,572  | 28,216  |
| 남양주시     | 南楊州市 | 458.1      | 701,830 | 276,656 |

 * 인구는 2019년 12월 31일 기준, 면적은 2015년 12월 31일 기준

## 인구
- 남양주시의 연도별 인구 추이[19]

| 연도   | 총인구    |  | 비고                                                                           |
| ------ | --------- |  | ------------------------------------------------------------------------------ |
| 1980년 | 191,479명 |  | 남양주군                                                                       |
| 1985년 | 234,805명 |  | 남양주군                                                                       |
| 1990년 | 200,312명 |  | 남양주군(125,617), 미금시(74,695) 감소 원인: 구리시 승격·분리 (1986년 1월 1일) |
| 1995년 | 229,060명 |  | 남양주시                                                                       |
| 2000년 | 340,932명 |  | 남양주시                                                                       |
| 2005년 | 426,087명 |  | 남양주시                                                                       |
| 2010년 | 529,898명 |  | 남양주시                                                                       |
| 2015년 | 629,061명 |  | 남양주시                                                                       |
| 2019년 | 681,077명 |  | 남양주시                                                                       |

## 지리
남양주시는 산으로 둘러싸인 여러 분지들로 이루어진 지형이어서 일핵(一核) 구조가 아니라, 미금(호평, 평내, 금곡, 양정, 다산)·진건을 중심으로 동(화도·수동), 서(별내·퇴계원), 남(와부·조안), 북(진접·오남)의 5개 권역으로 분산된 다핵도시(多核都市)이다.
경기도를 남북으로 나눴을 때 한강 이북에 위치해 있어 경기북부로 분류되지만 일반적인 경기북부랑은 조금 다르며, 경기 '동부'라고 보는 편이 훨씬 정확하다고 할 수 있다. 일단 남양주시에 위치해 있는 군부대는 전방으로 분류되지 않으며, 진접읍, 오남읍, 수동면을 제외한 인구의 75%는 서울 최북단인 도봉구보다 위도상 남쪽에 있고 시의 최남단인 조안면도 서울 한강이남인 강동구와 위도가 같다. 구 미금시 지역(도농, 지금 지역)도 중랑구, 강북구와 비슷한 위도이다. 즉 행정상으로는 경기북부이지만 실제론 서울 강북지역과 비슷하다. 시내 버스 교통도 한강 이남인 잠실역, 강남역행 노선이 상당히 발달되어 있는 편이다. 이는 반대편 서부권인 고양시와도 유사하며 위도상 고양시도 비슷한 위치에 있다.

## 기후
대륙성 기후의 영향으로 겨울철에는 한랭건조하고 여름철은 고온다습한 특징을 보이고 있다.
- 천기일수를 보면 맑은 날이 평균 119일, 흐린 날이 평균 129일, 비 오는 날 평균 97일, 눈 오는 날이 평균 20일이다.
- 연평균 기온은 12.1°C이며, 12월이 -4.2°C로 가장 춥고 7월이 25.0°C로 가장 더움
- 연 강수량은 778.3mm이며 이중 여름철인 7월의 강수량이 216.3mm로서 강수 집중률을 보이며 평균습도는 64%임

## 산업

### 산업별 종사자 현황
2014년 남양주시 산업의 총 종사자 수는 135,583명으로 경기도 총 종사자 수의 3.0%를 차지하고 있다. 이중 농림어업(1차산업)은 55명으로 비중이 낮고 광업 및 제조업(2차산업)은 27,932 명으로 20.6의 비중을 차지하고 상업 및 서비스업(3차산업)은 107,596명으로 79.4의 비중을 차지한다. 2차산업은 경기도 전체의 비중(27.1 %)보다 낮고 3차 산업은 경기도 전체 비중(72.9 %)보다 높다.3차 산업 부분에서는 도소매업(19.5%) 숙박 및 음식점업(12.0%) 교육서비스업(10.0%) 보건업 및 사회복지서비스업(9.5%)이 큰 비중을 차지하고 있다.

### 상주인구와 주간인구
남양주시의 2010년 기준 상주인구는 521.666명이고 주간인구는 441.872명으로 주간인구지수가 85로 낮다. 통근으로 인한 유입인구는 35.868명, 유출인구는 100.719명이고,통학으로 인한 유입인구는 2.496명으로 전체적으로 유출인구가 17.439명 더 많은데,이는 수도권에서 서울특별시와 가깝거나 교통이 편리한 지역에서 공통적으로 나타나는 현상이다. 그러므로 남양주시 역시 다른 수도권 위성도시와 마찬가지로 서울에 의존한 베드타운이라 일컬어진다.

## 교통

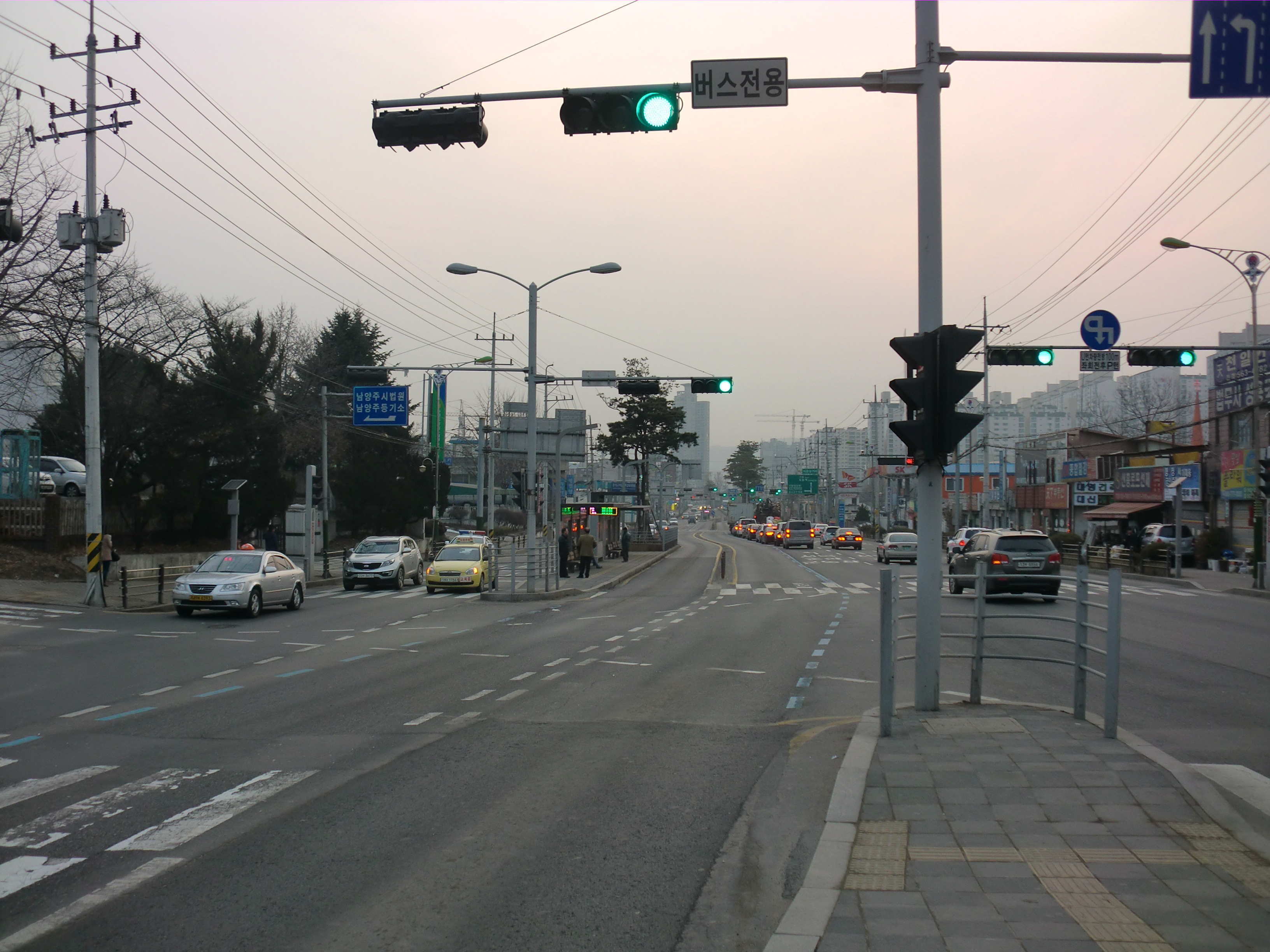
남양주시의 버스전용차로

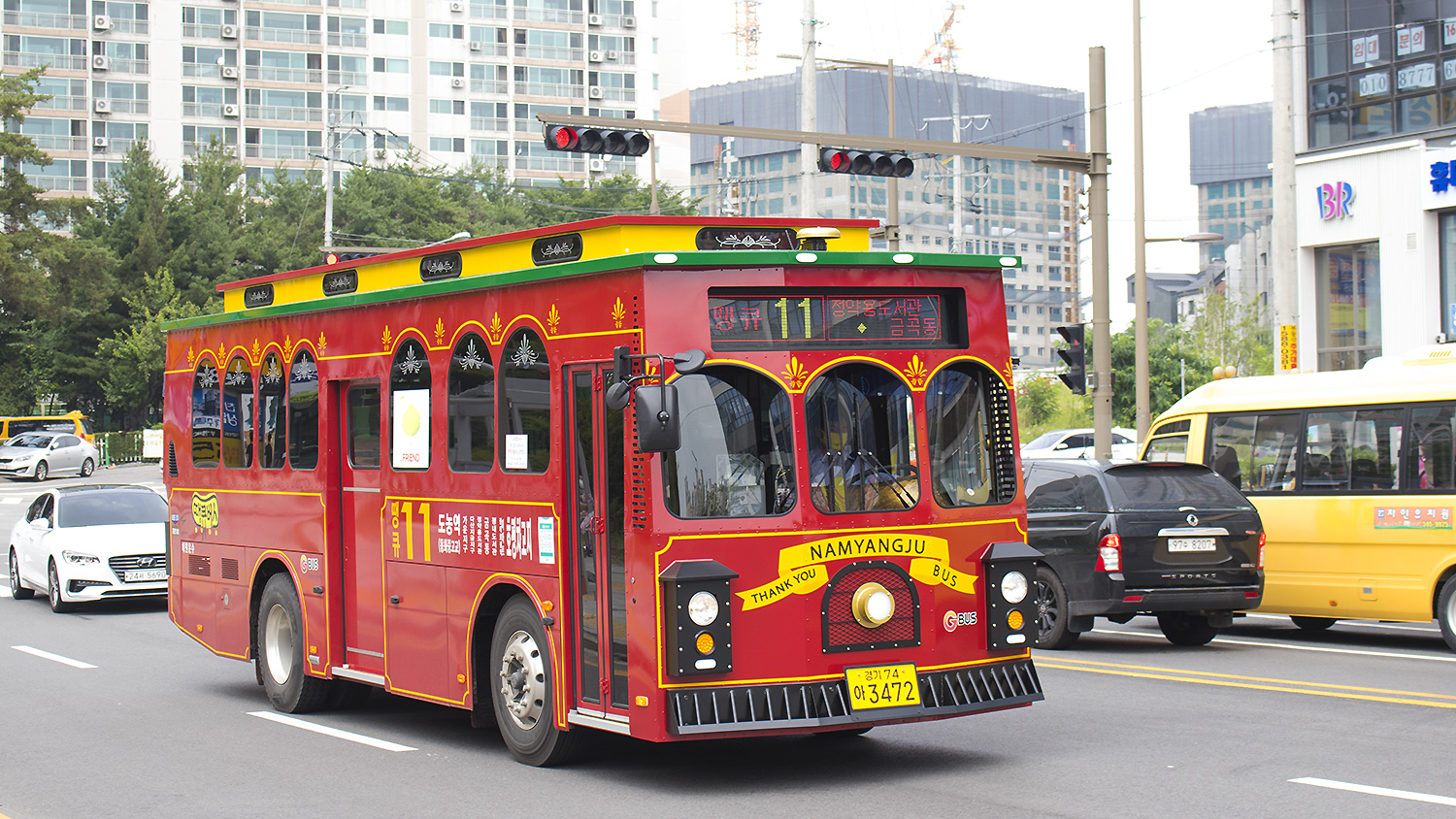
남양주시에서 운행하고 있는 시내버스로, BS090 차량을 개조시킨 트롤리버스이다.

### 철도
- 중앙선 (● 수도권 전철 경의·중앙선)
  - (구리시) ← 도농역 - 양정역 - 덕소역 - 도심역 - 팔당역 - 운길산역 → (양평군)
- 경춘선 (● 수도권 전철 경춘선)
  - (구리시) ← 별내역 - 퇴계원역 - 사릉역 - 금곡역 - 평내호평역 - 천마산역 - 마석역 → (가평군)
- ● 수도권 전철 4호선 (진접선): (서울특별시) ← 별내별가람역 - 풍양역 - 오남역 - 진접역
- ● 수도권 전철 8호선 (별내선): (구리시)  ← 다산 - 별내역

### 도로
- 고속도로
  - 수도권제1순환고속도로: 남양주 나들목, 별내 나들목, 불암산 요금소
  - 서울양양고속도로: 덕소삼패 나들목, 남양주 요금소, 화도 분기점, 화도 나들목
  - 세종포천고속도로: 남별내 나들목
  - 수도권제2순환고속도로: 수동휴게소 나들목, 수동 나들목, 달뫼 나들목, 화도 분기점, 조안 나들목
- 국도
  - 국도 제6호선
  - 국도 제43호선
  - 국도 제45호선
  - 국도 제46호선
  - 국도 제47호선
- 지방도
  - 국가지원지방도: 국가지원지방도 제86호선, 국가지원지방도 제98호선
  - 지방도: 지방도 제352호선, 지방도 제383호선, 지방도 제387호선
- 고속화도로
  - 수석호평도시고속화도로
  - 북부간선도로

## 관광

### 축제
- 다산문화제

다산 정약용선생의 학문적 사상을 기리고 전통문화를 계승하는 문화제로, 헌화, 헌다례, 다산서예대전, 다산문예대회, 다산학술논문대전, 공연·체험·전시 프로그램 등을
- 광릉숲축제

1년에 단 한차례 축제 기간에만 개방되는 유네스코 생물권 보전지역으로 선정된 광릉숲에서 개최되며, 숲속공연과 숲속체험 등 다양한 문화행사를 운영하고 있다.

### 문화재
- 마현 다산마을

마현 다산마을은 조선시대 실학자 정약용의 생가와 묘소가 있는 곳이다. 능내역 뒤쪽의 북한강변에 자리잡은 작은 마을로서 다산 유적지로 지정되어 있다. 유물관에는 다산의 영정 및 《목민심서》, 《흠흠신서》, 《경세유표》 등 다산의 실학사상이 담긴 저서와 집필기록, 산수화 등을 비롯해 거중기와 녹로 등 그가 만들었던 역사적인 물건들까지 재현해 놓았을 뿐 아니라, 다산초당, 천일각 등 그가 유배살이 하던 곳을 섬세한 모형으로 만들어 전시해 두었다. 또한 다산 문화관에서는 강당에서 다산 영상물 및 교육자료를 상영하며, 다산학 무료강좌와 최첨단 자료를 이용하여 다산에 관한 자료를 이용할 수 있도록 해놓았다.
- 홍유릉

홍유릉은 조선의 제 26대 왕이자 대한제국의 초대 황제인 고종 황제와 그의 비 명성황후의 능인 홍릉과 대한제국의 제 2대 황제인 순종과 그의 비 순명효황후, 순정효황후의 능인 유릉을 합쳐서 부르는 명칭이다. 금곡동에 위치해 있다.
- 광릉

광릉은 조선의 제 7대 왕인 세조와 그의 비 정희왕후(貞熹王后) 윤씨(尹氏)의 왕릉 진접읍에 위치해있다.
광해군묘는 조선의 제 15대 왕인 광해군과 문성군 부인 유씨의 무덤이다. 진건읍에 위치해있다.
- 흥원

흥원은 조선의 제 26대 왕 그리고 대한제국의 초대 황제인 고종 황제의 아버지인 흥선대원군의 묘로 화도읍에 위치해있다.
- 광해군묘
- 사릉

사릉은 조선의 제 6대 왕인 단종의 비인 정순왕후의 무덤으로 진건읍에 위치해있다.

### 천연기념물
- 광릉크낙새 서식지

천연기념물 제11호로, 면적은 2.305km2로 남양주시의 진접읍, 의정부시의 일부, 포천시의 소흘읍·내촌면 일대에 걸쳐 위치하며, 동서 길이 3,997m, 남북 길이 8,024m, 면적으로는 2.305km2에 이른다. 광릉이 1468년에 개장되어 530여 년간 주변 숲이 보존되어 원시림에 가까울 정도여서 상록수와 활엽수의 거목들이 많아 크낙새 서식 환경에 알맞은 곳이었다.
- 양지리 향나무

천연기념물 제232호로, 면적은 7.695km2이며 수령은 약 500년이다. 조선 초기에 거창 신씨(居昌 愼氏)가 선조의 묘를 쓰고서 기념식수한 것으로 전해져 내려오고 있다. 나무 높이는 13m에 이르며 이 나무는 땅 위 2m 높이쯤 되는 곳에서 줄기가 다섯 갈래로 갈라지면서 사방으로 수관(樹冠)을 뻗치고 있다. 그 가운데 하나는 아랫부분의 둘레가 1.8m에 이르고 돋아난 가지는 아래로 처져 있다. 가슴높이 둘레는 3.25m에 이르고, 가지는 동쪽으로 5.7m, 서쪽으로 5.7m, 남쪽으로 7.5m, 북쪽으로 8.5m로 퍼져 있다.

### 관광지
- 산림청 국립수목원

산림청 국립수목원은 조선의 제 7대 왕인 세조와 그의 비 정희왕후 윤씨의 왕릉인 광릉에 위치한 수목원으로 주변 산림도 보호하라고 엄격히 이른 세조의 말에 따라 이 주변 일대의 자연이 그대로 보존 되어있다. 이후 한국 전쟁도 견디어 내면서 현재까지 500년 넘게 생명력을 유지하고 있다. 또한 천연기념물인 크낙새의 서식지로도 유명하다. 국립수목원은 포천시에도 걸쳐있다.
- 남양주 유기농테마파크

남양주 유기농테마파크는 조안면에 위치하고 있으며, 2011년 9월 26일 개관한 유기농 테마파크로 2011년 남양주시가 세계유기농대회를 연 기념으로 설립한 테마파크이다.
- 남양주한강공원

남양주한강공원은 남양주시의 한강변과 인접한 곳인 수석동, 도농동, 삼패동, 와부읍, 조안면 등지에 위치한 한강공원으로 특히 삼패지구에 있는 시민공원의 경우 벼룩시장 행사 나 여러 축제 행사와 함께 아영장과 분수대를 제공해주고 있다.
- 다산길

다산길은 남양주시에 조성된 장거리 걷기 코스이다. 남양주시 전역에 걸쳐서 13개 코스에 총길이 169.3km로 이루어져 있다. 2010년에 8개 코스가 먼저 개통되었고, 2011년에 나머지 5개 코스까지 완전 개통되었다.
- 팔당댐

팔당댐은 경기도 하남시 천현동(배알미동)과 남양주시 조안면을 잇는 높이 29m, 제방길이 510m, 총저수량 2억 4400만t인 한강 본류의 다목적댐이다.
- 남양주역사박물관[24]

외부에는 야외공연장과 석조전시장 등이, 내부에는 전시실, 교육실 등이 갖추어져 있으며, 역사·문화실에서는 우리시에서 발굴조사하여 출토된 구석기유물부터 조선, 근대의 다양한 민속유물 등이, 금석문실에서는 신도비문과 자연을 담은 여러 문양 등 탁본 유물이 전시된다.
- i우주교실남양주천문대
- 별내어린이천문대[25]
- 산들소리수목원[26]
- 축령산자연휴양림
- 수동국민관광지
- 비금계곡
- 다산생태공원
- 물의정원

## 교육

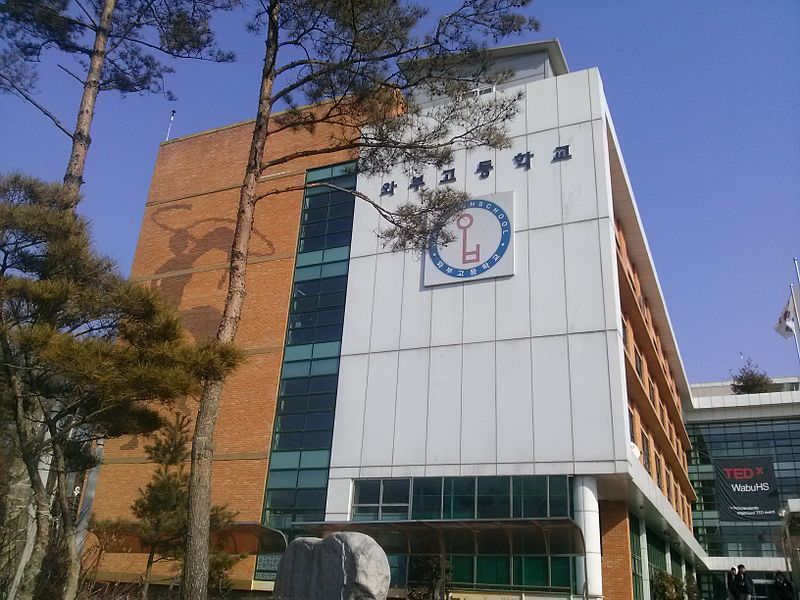
와부고등학교

- 사립대학교

|  | - 경희대학교 (평화복지대학원) |

- 사립전문대학

|  | - 경복대학교 (남양주캠퍼스) - 대경대학교 (서울한류캠퍼스) |

- 고등학교

|  | - 가운고등학교 - 광동고등학교 - 금곡고등학교 - 덕소고등학교 - 도농고등학교 - 동화고등학교 | - 마석고등학교 - 심석고등학교 - 오남고등학교 - 와부고등학교 - 진건고등학교 | - 진접고등학교 - 청학고등학교 - 퇴계원고등학교 - 평내고등학교 - 호평고등학교 | - 별내고등학교 - 별가람고등학교 - 판곡고등학교 - 남양주공업고등학교 - 남양주다산고등학교 |

- 중학교

|  | - 가운중학교 - 광동중학교 - 광릉중학교 - 금곡중학교 - 덕소중학교 - 도농중학교 | - 동화중학교 - 마석중학교 - 미금중학교 - 별내중학교 - 송라중학교 - 수동중학교 | - 심석중학교 - 양오중학교 - 어람중학교 - 연세중학교 - 예봉중학교 - 오남중학교 | - 와부중학교 - 장내중학교 - 주곡중학교 - 진건중학교 - 진접중학교 - 천마중학교 | - 퇴계원중학교 - 판곡중학교 - 평내중학교 - 풍양중학교 - 호평중학교 - 화광중학교 | - 별가람중학교 - 한별중학교 - 다산한강중학교 |

- 초등학교

|  | - 가곡초등학교 - 가양초등학교 - 가운초등학교 - 광릉초등학교 - 구룡초등학교 - 금곡초등학교 - 덕송초등학교 - 금교초등학교 - 금남초등학교 - 답내초등학교 - 덕소초등학교 | - 도곡초등학교 - 도농초등학교 - 도심초등학교 - 도제원초등학교 - 동곡초등학교 - 마석초등학교 - 미금초등학교 - 백봉초등학교 - 별내초등학교 - 별가람초등학교 - 부평초등학교 | - 사능초등학교 - 샛별초등학교 - 송라초등학교 - 송촌초등학교 - 수동초등학교 - 신촌초등학교 - 심석초등학교 - 양오초등학교 - 양지초등학교 - 양정초등학교 | - 어람초등학교 - 예봉초등학교 - 오남초등학교 - 와부초등학교 - 용신초등학교 - 월문초등학교 - 월산초등학교 - 장내초등학교 - 장승초등학교 - 장현초등학교 | - 조안초등학교 - 주곡초등학교 - 진건초등학교 - 진접초등학교 - 차산초등학교 - 창현초등학교 - 천마초등학교 - 퇴계원초등학교 - 판곡초등학교 - 평내초등학교 | - 평동초등학교 - 풍양초등학교 - 한별초등학교 - 호평초등학교 - 화도초등학교 - 화봉초등학교 - 화접초등학교 - 마석초등학교 녹촌분교 - 수동초등학교 송천분교 |

- 특수학교

|  | - 경은학교 |

### 도서관
- 도농도서관
- 별내도서관
- 별빛도서관
- 오남도서관
- 와부도서관
- 이석영뉴미디어도서관
- 정약용도서관
- 진건도서관
- 진접도서관
- 진접푸른숲도서관
- 퇴계원도서관
- 평내도서관
- 호평도서관
- 화도도서관

## 군사
- 제73동원보병사단
- 제75동원보병사단
- 제7포병여단
- 과거 방위병이 있던 시절에는 서울특별시 송파구, 강동구 혹은 경기도 구리시 거주자 중 일부가 남양주시로 출퇴근하는 경우가 있었다.

## 자매 도시
| 지역 & 국가    | 도시                       | 도시             |
| -------------- | -------------------------- | ---------------- |
| 대한민국       | 강원특별자치도             | 영월군           |
| 대한민국       | 경기도                     | 양주시           |
| 대한민국       | 경상남도                   | 사천시           |
| 대한민국       | 전라남도                   | 강진군           |
| 대한민국       | 전북특별자치도             | 군산시           |
| 대한민국       | 전북특별자치도             | 정읍시           |
| 몽골           |                            | 울란바토르       |
| 미국           | 캘리포니아주               | 브레아           |
| 베트남         | 응에안성(乂安省)           | 빈(荣市)         |
| 베트남         | 트어티엔후에성(承天順化省) | 후에(顺化市)     |
| 스웨덴         | 베스트라예탈란드주         | 헤뤼다시         |
| 영국           | 켄트주                     | 다트퍼드         |
| 이탈리아       | 캄파니아주                 | 살레르노         |
| 중화인민공화국 | 장쑤성(江苏省)             | 창저우시(常州市) |
| 캄보디아       | 캄퐁참주                   |                  |

## 교류
- 전국다문화도시협의회
- 전국평생학습도시협의회
- 전국대도시시장협의회

## 같이 보기
- 대한민국의 설치순 도시 목록